# Komunistyczna Partia Argentyny
Komunistyczna Partia Argentyny (hiszp. Partido Comunista de la Argentina, PCA) – partia polityczna w Argentynie.

## Historia
Utworzona w styczniu 1918 roku. Do 1920 roku działa pod nazwą Internacjonalistyczna Partia Socjalistyczna Argentyny. W tym samym roku dołączyła do Międzynarodówki Komunistycznej. W latach 1930–1945 zdelegalizowana i poddana represjom. W 1957 roku weszła do Zgromadzenia Konstytucyjnego. W 1959 roku ponownie zdelegalizowana. W 1973 roku cofnięto zakaz działalności komunistów. W trakcie rządów dyktatury wojskowej lat 1976-1983 ponownie poddana represjom. W XXI wieku należała do koalicji Zjednoczona Lewica. Partia popierała rządy Néstora i Cristiny Fernández de Kirchner. Wchodzi w skład koalicji Front na rzecz Zwycięstwa.